# Шаранга (приток Усты)
Шара́нга (от сев.-зап. мар. шӓрӓҥкӹ «ивняк») — река в Шарангском районе Нижегородской области России.
Длина реки составляет 28 км, площадь водосборного бассейна — 265 км². Исток реки у деревни Пестово. Река течёт на запад, затем на север. В верхнем течении протекает деревни Глубоково и Куршаково, в среднем течении протекает по посёлку городского типа Шаранга, в черте которого на реке плотина и запруда. Ниже посёлка в деревне Большой Рейчваж принимает справа крупнейший приток — реку Рейчваж. Впадает в Усту у деревни Малиновка, в 192 км по левому берегу реки Усты.

### Притоки (км от устья)
- 10 км: река Рейчваж (пр)
- 18 км: ручей Шаранга (лв)

## Данные водного реестра
По данным государственного водного реестра России относится к Верхневолжскому бассейновому округу, водохозяйственный участок реки — Ветлуга от города Ветлуга и до устья, речной подбассейн реки — Волга от впадения Оки до Куйбышевского водохранилища (без бассейна Суры). Речной бассейн реки — (Верхняя) Волга до Куйбышевского водохранилища (без бассейна Оки).
Код объекта в государственном водном реестре — 08010400212110000043076.